# Оксанен, Юсси
Юсси Илмари Оксанен (фин. Jussi Ilmari Oksanen; 9 мая 1979, Киркконумми, Финляндия) - финский сноубордист, выступавший в хафпайпе.
- Участник зимних Олимпийских игр 1998 в хафпайпе (11 место);
- Многократный призёр этапов Кубка мира (всего - 2 подиума);
- Серебряный призёр чемпионата мира среди юниоров в хафпайпе (1997).

## Спортивная карьера

### Места в Кубке мира
- 1997/1998 - 75 место